# خطای رسانه
در فضای ذخیره‌سازی دیجیتال، خطای رسانه یک رده از خطاهایی است که یک دستگاه ذخیره‌سازی می‌تواند تجربه کند، که نشان می‌دهد هنگام تلاش برای دسترسی به دستگاه با مشکل فیزیکی مواجه شده است. کلمه «رسانه» به لایه ذخیره‌سازی فیزیکی و رسانه ای که داده‌ها روی آن ذخیره می‌شوند، اشاره دارد. برخلاف خطاها که به پروتکل، دستگاه، کنترل‌کننده، وضعیت درایور و غیره مربوط می‌شود.
خطاهای رسانه معمولاً از طریق بررسی داده‌های خوانده شده در یک مجموع مقابله ای ظاهر می‌شوند - معمولاً خودشان هم در همان دستگاه ذخیره می‌شود. عدم تطابق داده با مجموع مقابله ای فرضی آن علت خراب شدن داده‌ها است.
محل خطاهای رسانه می‌تواند موقتی (مثلا در مورد خراب شدن بیت - هیچ آسیبی به رسانه نمی‌رسد، فقط داده‌ها از بین رفته‌اند) یا دائمی (مانند خراش - مکان فیزیکی از آن نقطه به بعد غیرقابل استفاده است) باشد.
گاهی اوقات دستگاه‌ها می‌توانند با تلاش مجدد یا مدیریت تطبیق داده‌ها با مجموع مقابله ای درمقابل خطاهای رسانه بازیابی شوند. اگر رسانه دچار آسیب دائمی شده باشد، دستگاه ممکن است مجدداً آدرس منطقی را که خطا در آنجا رخ داده است، بدون آسیب به مکان فیزیکی دیگری ببرد.
خطاهای رسانه اغلب با تأخیر طولانی برای IO همراه است. این به دلیل تلاش مجدد دستگاه و تلاش برای بازیابی خطا است.

## نمونه‌هایی از شرایطی که امکان دارد موجب خطاهای رسانه شوند
- هد یک درخواست خواندن را در حالی که به‌طور مناسبی تنظیم نشده بود اجرا کرد و باعث شد که داده‌ها را از موقعیت فیزیکی اشتباهی بخواند.
- عملیات قبلی دیسک به رسانه آسیب رساند (مثلاً آن را خراش داد)، به نحوی که داده‌ها را در مکانی که اکنون به عنوان مشکل‌دار شناخته می‌شود، خراب کرده است.
- عوامل خارجی (به عنوان مثال ذرات گرد و غبار) از نظر فیزیکی به رسانه آسیب می‌رساند، یا باعث آسیب هد به رسانه می‌شود.
- از پیش نوشتن در مجاورت یک مکان فیزیکی باعث شد که هد بیت‌ها را در مکان خوانده شده خراب کند (عدم دقت در مکان فیزیکی نوشتن). در رسانه‌هایی که عمدتاً فقط خواندنی هستند، مانند رسانه‌های نوری، این احتمال کمتر است، مگر اینکه دستگاه نوشتن معیوب باشد.
- خرابی بیت، یعنی زوال تدریجی و طبیعی میدان مغناطیسی.